# Dr. Demento
Barret Eugene Hansen (født 2. april 1941) kendt under sit kunstnernavn Dr. Demento, er en amerikansk radiovært og pladesamler, der har specialiseret sig i komedie, sære og usædvanglige inspilninger fra de tidligste fonografplader til i dag. Hansen skabte sin Demento-karakter i 1970 da han arbejdede på radiostationen KPPC-FM i Pasadena, Californien. Han spillede "Transfusion" af Nervous Norvus på radioen, og DJ "The Obscene" Steven Clean sagde at Hansen måtte være "dement" for at ville spille den, og navnet hang ved. Hans ugentlige show blev syndikaseret i 1974 og blev sendt i syndikat af Westwood One Radio Network fra 1978 til 1992. Showet stoppede d. 6. juni 2010 i syndikat, men fortsatte med at blive produceret ugentligt i en online version.
Hansen har læst etnomusikologi  og han har skrevet artikler til magasiner og noter til albums uden for komedie-genren. Han bliver krediteret for at introducere nyere genereationer for kunstnere fra begyndelsen af og midten af 1900-tallet, som de ellers ikke ville have kendt til, heriblandt Harry McClintock, Spike Jones, Jimmy Durante, Benny Bell, Rusty Warren, Yogi Yorgesson, Nervous Norvus, Allan Sherman, Ray Stevens, Candy Candido, Stan Freberg og Tom Lehrer, samt at have hjulpet med at få gjort "Weird Al" Yankovic kendt i USA.

## Diskografi
Der er blevet udgivet en række opsamlingsalbums af Dr. Demento, inklusive:
- Dr. Demento's Delights (1975)
- Dr. Demento's Dementia Royale (1980)
- Dr. Demento's Mementos (1982)
- Dr. Demento Presents the Greatest Novelty Records of All Time Volume I: The 1940s (and Before) (1985)
- Dr. Demento Presents the Greatest Novelty Records of All Time, Volume II: The 1950s (1985)
- Dr. Demento Presents the Greatest Novelty Records of All Time, Volume III: The 1960s (1985)
- Dr. Demento Presents the Greatest Novelty Records of All Time, Volume IV: The 1970s (1985)
- Dr. Demento Presents the Greatest Novelty Records of All Time, Volume V: The 1980s (1985)
- Dr. Demento Presents the Greatest Novelty Records of All Time, Volume VI: Christmas (1985)
- Dr. Demento Presents the Greatest Novelty CD of All Time (1988)
- Dr. Demento Presents the Greatest Christmas Novelty CD of All Time (1989)
- Dr. Demento 20th Anniversary Collection (1991)
- Dr. Demento: Holidays In Dementia (1995)
- Dr. Demento's Country Corn (1995)
- Dr. Demento 25th Anniversary Collection (1996)
- Dr. Demento 2000! 30th Anniversary Collection (2001)
- Dr. Demento's Hits From Outer Space (2003)
- Dr. Demento Interviews, The (2013)
- Dr. Demento Covered in Punk (2018)
- First Century Dementia – The Oldest Novelty Records of All Time (2020)